# Hibiscus rhomboideus
Hibiscus rhomboideus är en malvaväxtart som beskrevs av Henry Hurd Rusby. Hibiscus rhomboideus ingår i Hibiskussläktet som ingår i familjen malvaväxter. Inga underarter finns listade i Catalogue of Life.